# Bahnhof Hamburg-Langenfelde
Der Bahnhof Hamburg-Langenfelde ist ein Haltepunkt auf der ehemaligen AKN-Strecke am Streckenkilometer 2,6 der östlich parallel zur Bahnstrecke Hamburg-Altona–Kiel gelegenen S-Bahn-Strecke zwischen Holstenstraße und Pinneberg in Hamburg-Langenfelde. Anfang 1962 wurde Langenfelde als damalige Endstation der Verlängerung der von Südosten (Bergedorf) kommenden zweiten elektrischen S-Bahn-Strecke eröffnet. Sie verfügt über einen Mittelbahnsteig an den Vorortgleisen der Bahnstrecken. Der Zugangstunnel zum Bahnsteig ist zugleich einer der beiden Zugänge zum Wohngebiet „Linse“.
Der Bahnhof wird heute von den Linien S3 und S5 der S-Bahn Hamburg bedient, wodurch sich direkte Verbindungen in Richtung Pinneberg, Hamburg-Altona, des Hamburger Hauptbahnhofes und Stade ergeben. 2018 gab es durchschnittlich etwa 8500 ein- oder aussteigende Fahrgäste pro Tag (mo–fr).

## Geschichte

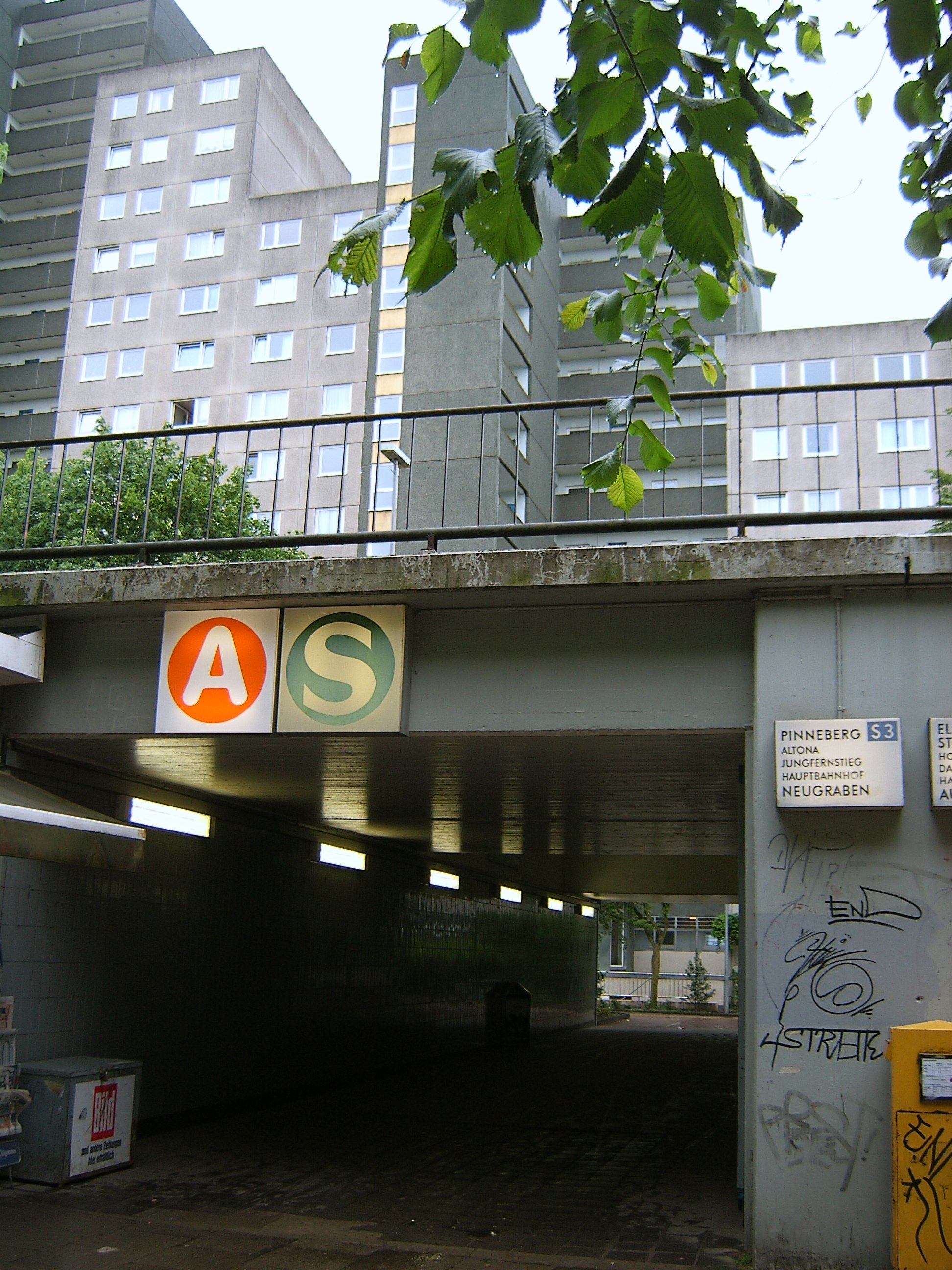
Tunnel zur Linse und zum Bahnsteig

Eine erste Bahnstation in Langenfelde entstand 1884 mit dem Bau der Altona-Kaltenkirchener Eisenbahn.
1911/12 wurde die Bahn zwischen Altona und Eidelstedt auf einem Damm trassiert, zuvor verlief sie weiter östlich auf Straßenniveau. Danach entfiel der Halt in Langenfelde.
Der Streckenabschnitt der S-Bahn vom Bahnhof Holstenstraße wurde am 22. Februar 1962 eröffnet. Ein neuer Bahnhof Langenfelde entstand auf dem Bahndamm. Gleichzeitig wurde die Bedienung der Strecke durch die AKN von Norden her bis hier zurückgezogen. Bis zur weiteren Verlängerung der S-Bahn Richtung Elbgaustraße 1965 (spätere Linie S2) blieb Langenfelde der südliche Endpunkt der AKN und Umsteigepunkt zwischen S-Bahn und AKN. Die S-Bahn-Strecke über den Bahnhof Hamburg-Eidelstedt bis zum Bahnhof Hamburg Elbgaustraße wurde am 26. September 1965 in Betrieb genommen.

### S-Bahn-Unfall 1979
Am Freitagmorgen des 26. Januar 1979 ereignete sich im S-Bahnhof Langenfelde ein Zugunglück, bei dem 22 Menschen verletzt wurden. Ein erster Zug stand auf dem Bahnhofsgleis in Richtung Süden und fuhr gerade an. Hinter ihm war ein Zug der Baureihe 472 an den Bahnhof herangefahren, der mit dem Ersatzsignal freie Fahrt bekommen hatte und sich nun im selben Blockabschnitt wie der vorausfahrende Zug befand. Der Fahrer hatte den Zug vor ihm bemerkt, konnte bremsen und den bereits möglichen ersten Aufprall verhindern. Er hatte wegen einer zudem aufgetretenen Funkstörung das Führerhaus verlassen, um über den damals noch im Bahnhof tätigen Aufsichtsbeamten den Kontakt mit der Zentrale aufzunehmen. Hinter seinem Zug fuhr jedoch ein dritter in Richtung Bergedorf fahrender S-Bahn-Zug der Baureihe 470 nach einer versuchten Schnellbremsung auf den vor dem Bahnhof wartenden zweiten Zug auf.
Mitursächlich für den Unfall war eine Störung des Blockstellwerks am Haferweg. Zugleich war die junge Fahrdienstleiterin offenbar mit der Situation überfordert und hatte fälschlich freie Fahrt gegeben. Die Fahrer der Züge waren nicht über die Blockstörung informiert. Der Unfall fiel in die Zeit der Schneewirren des Winters 1978/79, als die Hamburger S-Bahn wegen der zahlreichen Störungen, u. a. durch dichtes Schneetreiben und -verwehungen und Eis, in der Kritik stand.

## Betrieb
| Linie | Verlauf |
| ----- | --- |
| S 3   | Pinneberg – Thesdorf – Halstenbek – Krupunder – Elbgaustraße – Eidelstedt – Stellingen (Arenen) – Langenfelde – Diebsteich – Altona – Königstraße – Reeperbahn – Landungsbrücken – Stadthausbrücke – Jungfernstieg – Hauptbahnhof – Hammerbrook (City Süd) – Elbbrücken – Veddel (BallinStadt) – Wilhelmsburg – Harburg – Harburg Rathaus – Heimfeld (TU Hamburg) – Neuwiedenthal – Neugraben                                                     |
| S 5   | Elbgaustraße – Eidelstedt – Stellingen (Arenen) – Langenfelde – Diebsteich – Holstenstraße – Sternschanze – Dammtor – Hauptbahnhof \ Hauptstrecke – Hammerbrook (City Süd) – Elbbrücken – Veddel (BallinStadt) – Wilhelmsburg – Harburg – Harburg Rathaus – Heimfeld (TU Hamburg) – Neuwiedenthal – Neugraben – Fischbek – Neu Wulmstorf – Buxtehude – Neukloster – Horneburg – Dollern – Agathenburg – Stade / in Tagesrandzeiten – Berliner Tor |